# 린다우
린다우는 콘스탄츠 호의 동쪽 호숫가에 있는 도시이다. 린다우 섬은 린다우 시에 속해있으며, 다우 시는 오스트리아 포어아를베르크주와 스위스 장크트갈렌주와 투르가우주의 국경 근처에 있는 바이에른주 린다우 자치군의 중심지이다. 린다우의 문장은 린다우라는 이름의 유래된 뜻인 피나무이다 (Linde는 독일어로 피나무를 뜻한다). 린다우라는 역사적인 도시는 린다우역으로 이어지는 도로 다리와 철도 댐으로 본토와 연결되는 0.68k㎡의 같은 이름의 섬에 위치해 있다.

## 역사

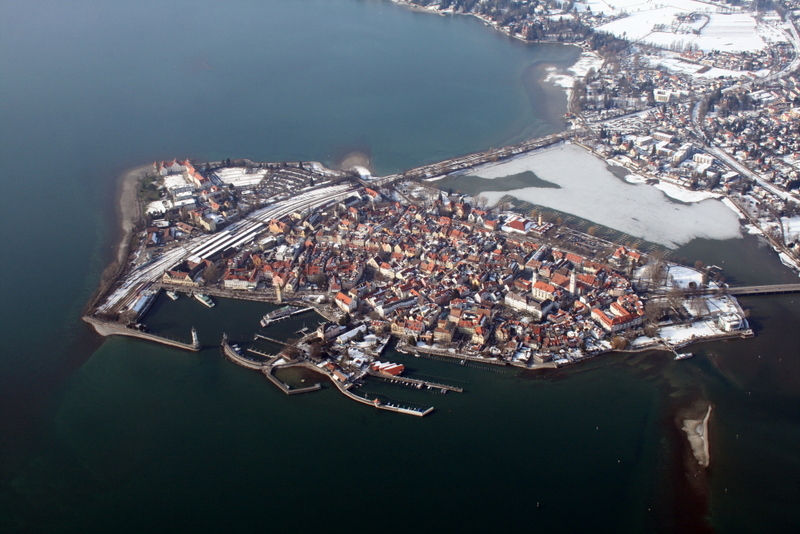
겨울의 린다우

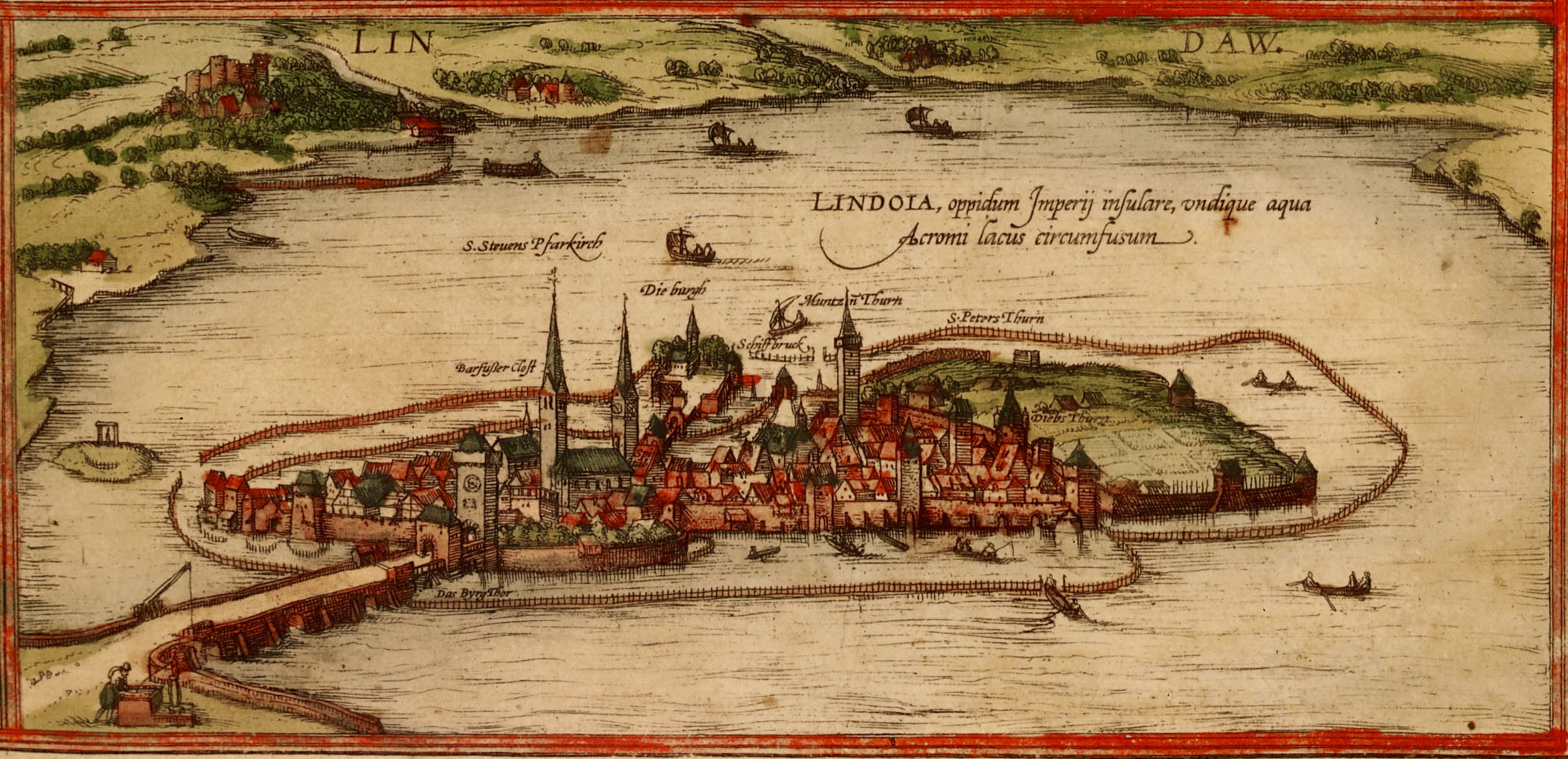
16세기 린다우

린다우라는 이름의 첫 번째 사용은 882년에 장크트갈렌의 수도사에 의해 기록되었으며, 아달베르트(라이티아의 공작)가 섬에 수녀원을 세웠다고 진술했다. 그러나 1세기로 거슬러 올라가는 초기 로마 정착지의 유적은 에샤흐구에서 발견되었다.
1180년, 성 스테판의 교회가 설립되었다. 1224년, 프란치스코회는 섬에 수도원을 설립했다. 1274년 ~ 1275년 린다우는 루돌프 1세 왕 아래 제국자유도시가 되었다.
1430년, 린다우의 유태인 중 약 15명이 기독교도의 아이들을 살해한 혐의로 기소된 후 화형당했다. 1528년 린다우는 처음에는 테트라폴리탄 신앙고백에 따라 개신교 개혁을 받아들였고, 그 후 아우크스부르크 신앙고백을 받아들였다. 1655년, 30년 전쟁 이후에는 전쟁을 기념하여 최초의 린다우어 킨더페스트(어린이 축제)가 열렸다. 발렌틴 하이더 시의원이 도입한 이 축제는 여전히 도시의 정체성의 중요한 부분을 차지한다.
린다우는 신성 로마 제국 해체 후 1802년 제국자유도시로서의 지위를 잃었다. 이 도시는 1804년 린다우와 수도원은 카를 아우구스트 폰 브레첸하임에게 넘어갔으며, 그는 이곳을 오스트리아 제국에 하사했다. 그러나 이듬해 1805년 오스트리아는 린다우를 바이에른으로 반환했다.
1853년에 뮌헨에서 섬으로 철도를 연결하기 위해 둑길이 건설되었다. 1856년에는 새로운 항구가 건설되었으며, 이곳에는 독특한 랜드마크가 된 사자 조각품과 바이에른 유일의 등대가 있다.
1922년 에샤흐, 호이렌, 로이틴의 독립 구역은 린다우구와 합병되었다. 제2차 세계대전 이후에 린다우는 프랑스 행정부로 넘어갔고, 먼저 뷔르템베르크-호헨졸렌으로 가서 바덴뷔르템베르크주로 갔다. 1955년 린다우는 다시 바이에른주로 돌아왔다.
린다우는 오스트리아, 독일, 스위스 국경의 만남의 지점 근처에 위치하며, 오스트리아의 판데르 산 앞 호수에 자리잡고 있다. 린다우는 중세 도심과 콘스탄스 호수의 그림 같은 위치로 여행자와 휴가를 즐기는 사람들에게 인기가 있다. 린다우에서 열린 노벨상 수상자 회의는 1951년에 시작되어 매년 많은 노벨상 수상자들을 린다우로 데려온다.

## 지리
린다우는 여러 구역으로 나뉜다. ‘린다우 슈타트’의 이웃한 지역과 접경하는 지역은 다음과 같다.
- 중앙: 란다우섬, 에샤흐
- 동쪽: 라우틴, 체흐
- 서쪽: 바트 샤헨, 운터라이트나우
- 북쪽: 오버라이트나우, 호흐부히, 호예른, 쇼나우

### 기후
린다우는 산 주변 환경과 담수호가 있는 온화한 기후 지대(사계절 경험)에 위치해 있다. 겨울은 추울 수 있으며, 기온이 –20°C까지 내려가기도 한다. 일부 예외적인 경우 겨울이 너무 추뤄서 호수의 대부분이 얼어붙어 자동차로 호수를 건널 수도 있지만, 이러한 강추위는 50년에서 100년에 한 번 정도 일어나는 일이다. 여름은 일반적으로 따뜻하고, 더우며, 주변 호수 때문에 습하기도 하다.
여름에는 폭우, 소나기와 뇌우가 흔하게 발생하며, 보퍼트 규모로 최대 8까지 강풍이 불 수 있다. 평상시 호수는 차분한 편이지만, 심한 폭풍이 예측되는 경우 보트에 대한 경고등 시스템이 있다. 주변 산으로 인해 눈은 항상 시야에 있으며, 날씨의 좋은 지표이다. 콘스탄스 호수는 해발 약 400m에 위치하고 있다.
| 린다우 (1991-2020)의 기후           | 린다우 (1991-2020)의 기후 | 린다우 (1991-2020)의 기후 | 린다우 (1991-2020)의 기후 | 린다우 (1991-2020)의 기후 | 린다우 (1991-2020)의 기후 | 린다우 (1991-2020)의 기후 | 린다우 (1991-2020)의 기후 | 린다우 (1991-2020)의 기후 | 린다우 (1991-2020)의 기후 | 린다우 (1991-2020)의 기후 | 린다우 (1991-2020)의 기후 | 린다우 (1991-2020)의 기후 | 린다우 (1991-2020)의 기후 |
| 월                                  | 1월                       | 2월                       | 3월                       | 4월                       | 5월                       | 6월                       | 7월                       | 8월                       | 9월                       | 10월                      | 11월                      | 12월                      | 연간                      |
| ----------------------------------- | ------------------------- | ------------------------- | ------------------------- | ------------------------- | ------------------------- | ------------------------- | ------------------------- | ------------------------- | ------------------------- | ------------------------- | ------------------------- | ------------------------- | ------------------------- |
| 역대 최고 기온 °C (°F)              | 16.4 (61.5)               | 18.1 (64.6)               | 22.6 (72.7)               | 29.6 (85.3)               | 31.1 (88.0)               | 34.7 (94.5)               | 36.5 (97.7)               | 36.0 (96.8)               | 30.7 (87.3)               | 26.5 (79.7)               | 23.0 (73.4)               | 19.2 (66.6)               | 36.5 (97.7)               |
| 일평균 최고 기온 °C (°F)            | 3.5 (38.3)                | 5.3 (41.5)                | 10.0 (50.0)               | 14.5 (58.1)               | 19.0 (66.2)               | 22.6 (72.7)               | 24.3 (75.7)               | 24.0 (75.2)               | 19.2 (66.6)               | 14.2 (57.6)               | 7.9 (46.2)                | 4.1 (39.4)                | 14.1 (57.4)               |
| 일일 평균 기온 °C (°F)              | 0.2 (32.4)                | 1.1 (34.0)                | 5.1 (41.2)                | 9.1 (48.4)                | 13.6 (56.5)               | 17.1 (62.8)               | 18.8 (65.8)               | 18.4 (65.1)               | 14.0 (57.2)               | 9.6 (49.3)                | 4.3 (39.7)                | 1.1 (34.0)                | 9.4 (48.9)                |
| 일평균 최저 기온 °C (°F)            | −2.9 (26.8)               | −2.7 (27.1)               | 0.8 (33.4)                | 3.9 (39.0)                | 8.4 (47.1)                | 12.0 (53.6)               | 13.6 (56.5)               | 13.4 (56.1)               | 9.5 (49.1)                | 5.9 (42.6)                | 1.1 (34.0)                | −1.8 (28.8)               | 5.1 (41.2)                |
| 역대 최저 기온 °C (°F)              | −18.8 (−1.8)              | −18.3 (−0.9)              | −19.8 (−3.6)              | −7.1 (19.2)               | −1.7 (28.9)               | 2.9 (37.2)                | 4.8 (40.6)                | 5.1 (41.2)                | 0.6 (33.1)                | −4.7 (23.5)               | −14.0 (6.8)               | −19.0 (−2.2)              | −19.8 (−3.6)              |
| 평균 강수량 mm (인치)               | 88.0 (3.46)               | 84.0 (3.31)               | 96.0 (3.78)               | 91.0 (3.58)               | 154.0 (6.06)              | 172.0 (6.77)              | 178.0 (7.01)              | 170.0 (6.69)              | 140.0 (5.51)              | 109.0 (4.29)              | 114.0 (4.49)              | 118.0 (4.65)              | 1,514 (59.61)             |
| 출처: Wetter Lindau / wetterlabs.de |                           |                           |                           |                           |                           |                           |                           |                           |                           |                           |                           |                           |                           |

## 교통

### 철도
린다우-인셀역은 린다우의 주요 역이며 린다우 섬에 위치하고 있지만, 역은 2020년에 개장한 본토의 로이틴구에 린다우-로이틴역이 개발되어 보완되었다. 린다우-인셀 역에는 프리드리히샤펜, 뮌헨, 울름, 아우크스부르크, 브레겐츠를 출발하는 기차가 있다.

### 버스
린다우의 대표적인 대중교통인 린다우 시내버스가 있다.
린다우의 버스 시스템은 30분마다 모든 역에서 출발하며 매일 22.30까지 운행되며, 행사를 위한 특별 서비스를 제공하는 슈타트버스 린다우(Stadtbus Lindau)라고 한다. 버스 시스템은 주요 지역 유틸리티 제공업체인 슈타트 베르케 린다우 (Stadtwerke Lindau)가 운영한다.
또한 RBA와 오스트리아의 츠바이렌터 라인 "랜드버스 언터랜드"도 린다우에서 운영된다. 최근 장거리 코치들은 도이치반 열차의 대안인 먼 독일 도시로 달리기 시작했다.

### 도로
린다우는 아우토반 A96 (E43)과 연결되어 있다. 주요 도로(독일 Bundesstraße)에는 B31과 B12가 있다. A96은 7km 길이의 펜더 터널과 합류한 직후에 시작하여, 오스트리아 아우토반 A14로 연결된다. 터널은 2013년 개통된 4차로 2터널 도로로 확장되어, 남북 교통량 증가에 대응하고 있다.

### 공항
린다우는 자체 공항이 없지만, 프리드리히샤펜 공항과 메밍겐 공항과 가깝다. 가장 가까운 주요 공항은 뮌헨 공항, 슈투트가르트 공항 또는 취리히 공항이 있다.

## 계보학
독일, 스위스, 알자스-로렌(엘자스로트링엔), 오스트리아, 체코에 분포되어 있는 성씨 가운데 린다우어(Lindauer)라는 성씨가 있는데 린다우에서 유래된 성씨이다. 린다우어라는 성씨를 지닌 유대인은 1430년에 일어났던 대학살에서 희생된 린다우의 쥐스킨트(Suskind)의 후손이라고 전해진다.
린다우어(Lindauer)는 뉴질랜드의 유명한 와인 브랜드 이름이기도 하다. 그러나 린다우와 화가 고트프리트 린다우어에서 이름을 딴 와인과는 별 관련이 없다.

## 미식학
린다우는 여러 현지 와인과 음료를 생산한다. 린다우에는 지역 농업인들에게서 만들어진 슈냅스와 현지 와인포도밭에서온 현지 와인(Rädlewirtschaften)을 생산하는 여러 지역들이 있다.

## 자매도시
| 도시       | 나라   |
| ---------- | ------ |
| 세르푸호프 | 러시아 |
| 셸         | 프랑스 |
| 라이트나우 | 스위스 |